# SK Brann
SK Brann (de cele mai multe ori numită Brann, uneori (incorect) Brann Bergen intenționat) este o echipă de fotbal din orașul Bergen, Norvegia.

## Palmares
- Prima Ligă Norvegiană:
  - Campioni (3): 1961-62, 1963, 2007-2008
  - Locul 2 (5): 1951-52, 1975, 1997, 2000, 2006
- Cupa Norvegiei:
  - Campioni (7): 1923, 1925, 1972, 1976, 1982, 2004, 2023
  - Locul 2 (8): 1917, 1918, 1950, 1978, 1987, 1988, 1995, 1999
- Cupa Cupelor UEFA:
  - Sferturi (1): 1996-97

## Jucătorul Anului
- 2000: Roy Wassberg
- 2001: Raymond Kvisvik
- 2002: Tommy Knarvik
- 2003: Raymond Kvisvik
- 2004: Ragnvald Soma
- 2005: Paul Scharner
- 2006: Håkon Opdal
- 2007: Thorstein Helstad
- 2008: Olafur Örn Bjarnason

## Antrenori (din 1980)
| - Les Shannon (1980 - 1981) - Arve Mokkelbost (1982 - 1983) - Endre Blindheim (1984 - 1985) - Tony Knapp (1986 - 1987) - Teitur Thordarson (1988 - 1990) - Karl Gunnar Björklund (1991 - 1992) |  | - Hallvar Thoresen (1993 - 1995) - Kjell Tennfjord (1995 - 1998) - Harald Aabrekk (1998 - 1999) - Teitur Thordarson (2000 - 2002) - Mons Ivar Mjelde (2003 - 2008) - Steinar Nilsen (2008 - ) |  |